# Carla Fontdeglòria Coll
Carla Fontdeglòria Coll (Mataró, Maresme, 8 de juliol de 2000) és una jugadora d'hoquei sobre patins catalana.
Es formà al planter del Club Hoquei Mataró, amb el qual aconseguí l'ascens a l'OK Lliga amb tretze anys i es proclamà dues vegades campiona d'Europa de clubs sub-17 (2016, 2017). L'estiu de 2017 fitxà pel Hoquei Club Palau de Plegamans, amb el qual ha guanyat la majoria dels títols de l'entitat, tres Lligues europees (2021, 2022, 2025), una Lliga catalana (2021), quatre OK Lligues (2018-19, 2020-21, 2021-22, 2023-24), una Copa de la Reina (2024) i una Supercopa d'Espanya (2022). Amb la selecció catalana sub-18 es proclamà Campiona d'Espanya de seleccions autonòmiques (2016) i ha sigut internacional amb l'absoluta a la final de la GoldenCat, fent dos gols.

## Palmarès
Clubs
- 3 Lligues europees d'hoquei sobre patins: 2020-21, 2021-22, 2024-25
- 1 Lligues catalana d'hoquei sobre patins: 2020-21
- 4 Lligues espanyoles d'hoquei sobre patins: 2018-19, 2020-21, 2021-22, 2023-24
- 1 Copa espanyola d'hoquei sobre patins: 2024
- 1 Supercopa espanyola d'hoquei sobre patins: 2021-22

Selecció catalana
- GoldenCat: 2022 i 2024